# Алыча 'Найдёна'
Алыча 'Найдёна' — самобесплодный, универсальный, зимостойкий сорт раннего срока созревания.
Группа гибридов, в которую входит алыча 'Найдёна', называется русская слива (лат. Prunus ×rossica Erem.). Это принципиально новая косточковая культура, созданная в России в XX веке в результате гибридизации алычи и сливы китайской. Сочетает высокую продуктивность и выносливость алычи с крупноплодностью и хорошими вкусовыми качествами. Идею названия «слива русская» предложили американцы после знакомства с алычой гибридной. Алыча входит в род Слива, а большинство её гибридов выведены в России. Сливы русские регистрируются ФГУ «Государственная комиссия Российской Федерации по испытанию и охране селекционных достижений» под родовым названием Алыча.
Включён в Государственный реестр селекционных достижений в 1993 году по Центрально-Чернозёмному региону, согласно другому источнику, по Центрально-Чернозёмному и Нижневолжскому регионам.

## Происхождение
|  | |  |  |  |  |  |  |  |  |  |  |  |  |  |  |  |
|  | Слива китайская 'Уссурийская красная 389' (syn.: 'Красная крупная 389')                                |  |  |  |  |  |  |  |  |  |  |  |  |  |  |  |
|  | |  |  |  |  |  |  |  |  |  |  |  |  |  |  |  |
|  | |  |  |  |  |  |  |  |  |  |  |  |  |  |  |  |
|  | Слива китайская 'Скороплодная'                                                                         |  |  |  |  |  |  |  |  |  |  |  |  |  |  |  |
|  | |  |  |  |  |  |  |  |  |  |  |  |  |  |  |  |
|  | |  |  |  |  |  |  |  |  |  |  |  |  |  |  |  |
|  | Prunus simonii                                                                                         |  |  |  |  |  |  |  |  |  |  |  |  |  |  |  |
|  | |  |  |  |  |  |  |  |  |  |  |  |  |  |  |  |
|  | |  |  |  |  |  |  |  |  |  |  |  |  |  |  |  |
|  | Prunus 'Climax' (syn.: Слива 'Клаймекс')                                                               |  |  |  |  |  |  |  |  |  |  |  |  |  |  |  |
|  | |  |  |  |  |  |  |  |  |  |  |  |  |  |  |  |
|  | |  |  |  |  |  |  |  |  |  |  |  |  |  |  |  |
|  | Слива китайская (Prunus salicina)                                                                      |  |  |  |  |  |  |  |  |  |  |  |  |  |  |  |
|  | |  |  |  |  |  |  |  |  |  |  |  |  |  |  |  |
|  | |  |  |  |  |  |  |  |  |  |  |  |  |  |  |  |
|  | Алыча 'Найдёна'                                                                                        |  |  |  |  |  |  |  |  |  |  |  |  |  |  |  |
|  | |  |  |  |  |  |  |  |  |  |  |  |  |  |  |  |
|  | |  |  |  |  |  |  |  |  |  |  |  |  |  |  |  |
|  | Prunus 'Burbank' (syn.: Слива 'Бёрбанк')                                                               |  |  |  |  |  |  |  |  |  |  |  |  |  |  |  |
|  | |  |  |  |  |  |  |  |  |  |  |  |  |  |  |  |
|  | |  |  |  |  |  |  |  |  |  |  |  |  |  |  |  |
|  | Алыча 'Десертная' (syn.: 'Никитская красная 804', 'Консервная 804', 'Десертная Консервная')            |  |  |  |  |  |  |  |  |  |  |  |  |  |  |  |
|  | |  |  |  |  |  |  |  |  |  |  |  |  |  |  |  |
|  | |  |  |  |  |  |  |  |  |  |  |  |  |  |  |  |
|  | Алыча 'Таврическая' (вероятно Prunus cerasifera ssp. macrocarpa var. taurica (Kost.) Erem. et Garcov.) |  |  |  |  |  |  |  |  |  |  |  |  |  |  |  |
|  | |  |  |  |  |  |  |  |  |  |  |  |  |  |  |  |
|  | |  |  |  |  |  |  |  |  |  |  |  |  |  |  |  |

## Биологическое описание
Дерево среднерослое, крона плоско-округлая, средней густоты. Ствол серый, ровный, средней толщины, чечевички крупные, малочисленные. Побеги горизонтальные, толстые (3,5—4,0 мм), маловетвящиеся, верхушки растущих побегов зелёная, загар побега буро-красный, средней интенсивности. Обрастающие (букетные) веточки короткие, недолговечные — до 3 лет. Цветковые почки маленькие или средних размеров, округлые, отстающие от побега. Окраска чешуи распускающихся почек розовая по краям.
Листовая пластинка направлена в начале роста вверх, затем занимает горизонтальное положение. Форма овальная, крупная, длина 54 мм, ширина 32 мм, основание клиновидное. Верхушка сильно заострённая, окраска верхней стороны светло-зелёная, блестящая в средней степени, слабо опушена. Зазубренность края листа городчатая. Волнистость краев средняя. Желёзки отсутствуют. Черешок листа средней длины — 13—14 мм, неопушенный, средней толщины — 12 мм, с глубокой бороздкой, интенсивно окрашенный антоцианом.
Из почки развивается два цветка, на побеге их бывает много, с двумя лепестками, размер малый — 16—17 мм, слабооткрытый. Лепесток мелкий, длиной 8 мм, шириной 7 мм, широкояйцевидный, гофрированность края средняя, край верхушки волнистый. Тычинок много — больше 26, длина нитей тычинок небольшая — 4—5 мм, нити прямые. Столбик пестика слабоизогнутый, длина 9 мм. Рыльце выше пыльника, округлое. Завязь голая. Чашечка колокольчатая, неопушенная. Чашелистики овальные, длина 3 мм, ширина 2 мм, прижатые к венчику. Цветоножка средней длины и толщины.
Плод средний или крупный, длина 30 мм, ширина 33 мм, масса 31 г (по другим данным 26—27 г), форма овальная, максимальный диаметр посредине плода, асимметричный, брюшной шов отсутствует. Верхушка округлая, воронка средней глубины. Восковой налет средний. Окраска кожицы основная жёлтая, покровная сплошная, красно-фиолетовая. Подкожных точек много, желтой окраски, штрихов среднее количество. Кожица средней толщины, эластичная, легко отделяется. Мякоть оранжевая, волокнистая, средней плотности, малосочная, срез на воздухе темнеет медленно, полость оранжевая. Сахаристость средняя, кислотность небольшая. Косточка средняя, масса 0,53 г, 2,39 % от массы плода, длина 17 мм, ширина 1,6 мм, толщина 11 мм, форма овальная, окраска светло-коричневая, полуотделяющаяся (согласно другого источника, косточка не отделяется). Со стороны брюшного шва форма удлиненно-эллиптическая. Симметричная, наибольшая ширина посредине. Киль не развит. Поверхность бугорчатая. Края сплошного шва не сливаются, цельные. Ширина брюшного шва средняя, основание широкое, узко-округлое, вершина заостренная. Плодоножка: короткая — 6-10 мм, без опушения, плотно прикреплена к плоду.

## В культуре
Плоды пригодны для употребления в свежем виде и для консервирования. Оценка консервов: сок с мякотью — 4,3 балла, компот — 4,4 балла, варенье — 4,3-балла, замороженные плоды — 4,0 балла. Плоды содержат на сырой вес: сырых веществ 12,30 %, сахаров 8,1 %, кислот 1,69 %, сахарокислотный индекс 4,8, пектиновых веществ 0,35 %, полифенолов 481 мг/100г, флавонолов 22,5 мг/100г, антоцианов 39,0 мг/100г, аскорбиновой кислоты 6,4 мг/100г.
Цветёт в ранние сроки в начале апреля. Созревает в среднеранние сроки — в середине июля. Урожайность высокая и регулярная. При перезревании плоды долго не осыпаются, устойчивы к растрескиванию. Зимостойкость высокая, засухоустойчивость средняя. Сорт устойчив к болезням и высокоадаптивен.
Сорт самобесплодный. В качестве опылителей подходят другие сорта алычи, сливы китайской и русской сливы.
Сорта русской сливы, выведенные и рекомендованные для выращивания в южной зоне, отличаются от вишни и сливы более длительным периодом активного вегетирования. Из-за затяжного роста побегов осенью к моменту выкопки саженцы плохо вызревают, а зимой чаще повреждаются морозами и иссушаются в прикопе. Поэтому весенняя посадка не всегда бывает удачной.
Посадку осуществляют в яму 60 на 80 см и глубиной 40—50 см, в центре рекомендуется установить кол. Верхний плодородный слой вынутого грунта смешивают с перегноем, добавляют 200 г фосфорных и 60 г калийных удобрений. Калийные удобрения можно заменить древесной золой — 0,5 кг на посадочную яму. Свежий навоз, азотные удобрения и известь в посадочную яму вносить не рекомендуется.
Рекомендуется производить формирующую обрезку слишком длинных молодых побегов. Нужно поймать момент, когда рост побегов только-только прекратился, и укоротить их на 20 сантиметров. Омолаживающая обрезка производится на 8—10-й год роста. Техника омоложения такая же, как и для других плодовых культур.